# Sphaeriestes exsanguis
Sphaeriestes exsanguis là một loài bọ cánh cứng trong họ Salpingidae. Loài này được Abeille de Perrin miêu tả khoa học năm 1869.